# Малиновка (Заринский район)
Мали́новка — село в Заринском районе Алтайского края России. Входит в состав Сосновского сельсовета.

## География
Расположено в северо-восточной части края, вблизи рек Степной Аламбай, Осиха.
Климат
Климат континентальный. Средняя температура января −17,7 °C, июля +19,2 °C. Годовое количество атмосферных осадков — 450 мм.

## Население
| 1997 | 1998 | 1999 | 2000 | 2001 | 2002 | 2003 | 2004 | 2005 |
| ---- | ---- | ---- | ---- | ---- | ---- | ---- | ---- | ---- |
| 134  | ↗142 | ↘139 | ↘135 | ↘131 | ↘115 | ↘96  | ↘76  | →76  |
| 2006 | 2007 | 2008 | 2009 | 2010 | 2011 | 2012 | 2013 |      |
| ↘72  | ↘62  | ↘49  | ↘40  | ↗44  | ↘42  | ↘36  | →36  |      |

Национальный состав
Согласно результатам переписи 2002 года, в национальной структуре населения русские составляли 95 % от 97 жителей.

## Экономика
Основное направление — сельское хозяйство.

## Транспорт
Село относится к числу труднодоступных и отдаленных местностей.